# Хобі (муніципалітет)
Хобський муніципалітет (груз. ხობის მუნიციპალიტეტი Хобіс муниципʼалитети) —  муніципалітет в  Грузії, що входить до складу  краю Самеґрело-Земо Сванеті (або Мегре́лія-Верхня Сване́тія). Знаходиться на заході Грузії, на території  історичної області Мегрелія. Адміністративний центр — місто Хобі.

## Населення
Станом на 1 січня 2014 чисельність населення муніципалітету склала 30 548 мешканців.
Більшість населення складають мегрели, одна з етнографічних груп грузин.
| Грузини | Росіяни | Українці |
| 99,59 % | 0,22 %  | 0,10 %   |